# Acipenser stellatus
Espèce
Synonymes
- Acipenser helops Pallas, 1814[1]
- Acipenser ratzeburgii Brandt, 1833[1]
- Acipenser rostratus Brandt & Ratzeburg, 1833[1]
- Acipenser seuruga Bonnaterre, 1788[1]
- Acipenser stellatus danubialis Brusina, 1902[1]
- Acipenser stellatus donensis Lovetsky, 1834[1]
- Acipenser stellatus illyricus Brusina, 1902[1]

Statut de conservation UICN

 CR A2cde : 
En danger critique
Statut CITES
Acipenser stellatus, communément appelé esturgeon étoilé (appellation reconnue par la FAO) ou Sevruga (russe : севрюга), est une espèce de poissons de la famille des acipenséridés. C'est le plus petit des esturgeons.

## Répartition
Acipenser stellatus se rencontrait dans la mer Noire, la mer Caspienne et la mer Égée. Ce poisson est désormais absent de la mer Égée et, dans le bassin de la mer Noire, les dernières populations sauvages qui remontent le Danube subissent la pression d'une surpêche. Il en est de même en mer Caspienne où les dernières zones de reproduction sont en forte décroissance. Pratiquement toutes les femelles génitrices voient leurs œufs prélevés avant d'atteindre le barrage de Volgograd. La surpêche va très rapidement détruire toutes les populations sauvages. La survie de cette espèce dépendra de la gestion faite par les pêcheries et de la lutte contre le braconnage. En se basant sur les observations faites sur la Volga et l'Oural, il est estimé que la population a perdu au moins 80 % de ses effectifs (voire pratiquement 100 %) sur les trois dernières générations (soit entre 30 et 40 ans).

## Description
La taille maximale connue pour Acipenser stellatus est de 2,20 m pour une masse de 80 kg. Mais sa taille habituelle est d'environ 1,25 m. L'âge maximal enregistré est de 27 ans.
Son museau, très long avec deux rangées de barbillons, est caractéristique. Il est anadrome. Sa nourriture est composée d'algues et de petits crustacés. Son corps est tacheté, brun et très foncé. La femelle produit des œufs (caviar) à partir de 7 ans. Entre 2 et 8 kg de caviar sont issus de chaque poisson.

## Liste des sous-espèces
Selon NCBI (22 septembre 2018) :
- sous-espèce Acipenser stellatus donensis Lovetsky, 1834
- sous-espèce Acipenser stellatus ponticus Movchan, 1970
- sous-espèce Acipenser stellatus stellatus Pallas, 1771

## Étymologie
Son nom spécifique, du latin stellatus, « parsemé d'étoiles », fait référence aux marques et tubercules présents sur sa tête.

## Publication originale
- (en) Pallas, 1814 : Zoographia Rosso-Asiatica, sistens omnium animalium in extenso Imperio Rossico et adjacentibus maribus observatorum recensionem, domicilia, mores et descriptiones anatomen atque icones plurimorum. Academia Scientiarum, Petropolis, vol. 3, n. 1, pp. 1-428[6].